# آلن-برادلی
 آلن-برادلی (به انگلیسی: Allen-Bradley) شرکت تجهیزات الکتریکی آمریکایی است، که در زمینه تولید تجهیزات الکترونیکی و الکتریکی، مهندسی برق، تجهیزات تولید، توزیع و انتقال انرژی الکتریکی فعالیت می‌کند.
این شرکت در سال ۱۹۰۳ در شهر میلواکی، ایالات متحده آمریکا تأسیس شد و هم‌اکنون زیرمجموعه‌ای از شرکت راکول اتوماسیون می‌باشد.
در دنیای ادبیات معاصر، نام آلن برادلی به عنوان یک نویسنده برجسته و خلاقیت بی‌نظیر شناخته می‌شود. او علاوه بر نگارش داستان‌های جذاب، مجموعه کتاب های جذابی از جمله شیرینی در پایین پای را به خوانندگان معرفی کرده است. 